# Saint-Georges-sur-Erve
Saint-Georges-sur-Erve település Franciaországban, Mayenne megyében. Lakosainak száma 394 fő (2022. január 1.). Saint-Georges-sur-Erve Izé, Assé-le-Bérenger, Sainte-Gemmes-le-Robert, Voutré és Vimartin-sur-Orthe községekkel határos.

## Népesség
A település népessége az elmúlt években az alábbi módon változott:
| Lakosok száma | 437  | 327  | 320  | 397  | 379  | 379  | 385  | 391  | 396  | 394  |
|               | 1968 | 1982 | 1990 | 2006 | 2013 | 2015 | 2017 | 2019 | 2020 | 2022 |